# 二甲基乙烯雌酚
二甲基乙烯雌酚（缩写DMS，也称为丁烯雌酚）是一种有机化合物，化学式C16H16O2，属于芪类非甾体雌激素，相比己烯雌酚少二个甲基，从未上市销售。:213